# Guillon-les-Bains
 Guillon-les-Bains  es una población y comuna francesa, en la región de Franco Condado, departamento de Doubs, en el distrito de Besançon y cantón de Baume-les-Dames.

## Demografía
| 97 | 93 | 87 | 103 | 100 | 118 |
| Para los censos de 1962 a 1999 la población legal corresponde a la población sin duplicidades (Fuente: INSEE [Consultar]) |    |    |     |     |     |